# AllGame
AllGame (anteriormente All Game Guide) fue una base de datos comercial con información sobre máquinas arcade, videojuegos y fabricantes de videoconsolas.
AllGame es propiedad de All Media Guide, junto con AllMusic y AllMovie.

Toda la sección de AllGame fue apagada el 12 de diciembre de 2014.